# Žaloba na vydání věci
Žaloba na vydání věci, neboli žaloba reivindikační, příp. jen vindikační, je žaloba, kterou se vlastník na žalovaném domáhá vydání neoprávněně zadržované věci. Jejím prostřednictvím je tedy chráněno vlastnické právo (konkrétně oprávnění věc držet, nepřímo i oprávnění užívat ji, požívat její plody a užitky a nakládat s ní). V případě věcí nemovitých se v praxi označuje jako žaloba na vyklizení. V českém právu je upravena v § 1040 a 1041 občanského zákoníku.
Uplatnění žaloby u soudu přitom nebrání skutečnost, že v katastru nemovitostí je jako vlastník zapsána jiná osoba, soud si totiž musí jako tzv. předběžnou otázku vyhodnotit vlastnictví žalobce sám. Aby byla žaloba úspěšná, musí žalobce věc řádně konkretizovat, uvést, zda žádá i její příslušenství, a prokázat, že k ní má vlastnické právo (nezdaří-li se mu to, může stále použít tzv. publiciánskou žalobu), a že vindikovaná věc přešla do držby nebo detence žalovaného. Žaloba nebude úspěšná, namítne-li úspěšně žalovaný oprávněnost držení věci, tedy existuje-li pro to právní důvod. Např. sám je vlastníkem věci, má ji v držení z titulu zadržovacího práva nebo užívá-li ji na základě smlouvy o nájmu, pachtu či výpůjčce (nikoli však výprose, zde právo mít věc u sebe zaniká okamžikem žádosti o její vrácení). Žalovaný může být v některých případech vyklizení navíc úspěšný i s námitkou, že žaloba je v rozporu s dobrými mravy. Žaloba o vydání věci nebude úspěšná také tehdy, dojde-li k její ztrátě, zničení či zcizení. Pak ale žalobci stále zůstává právo na náhradu škody.